# 요코시마촌
요코시마촌(横島村)은 히로시마현 누마쿠마군에 설치되었던 촌이다. 1955년 3월 31일 요코시마촌과 다시마촌이 우쓰미정으로 합병(신설합병)되고, 소멸되었다.